# István Bárány
István Bárány (ur. 20 grudnia 1907 w Egerze, zm. 21 lutego 1995 w Budapeszcie) – węgierski pływak, jeden z czołowych pływaków europejskich lat dwudziestych i trzydziestych, medalista igrzysk olimpijskich i mistrzostw Europy.
Po raz pierwszy wystartował na igrzyskach olimpijskich podczas VIII Letnich Igrzyskach Olimpijskich w Paryżu w 1924 roku. Wziął tam udział w wyścigu na dystansie 100 metrów stylem dowolnym, gdzie dotarł do fazy półfinałowej.
Pierwsze medale zdobył na I Mistrzostwach Europy w Budapeszcie w 1926 roku. Został tam mistrzem na dystansie 100 metrów stylem dowolnym i wicemistrzem w sztafecie 4 × 200 stylem dowolnym. Rok później, na Mistrzostwach Europy w Bolonii, nie zdołał obronić tytułu – został wicemistrzem na 100 metrów (mistrzem został Szwed Arne Borg) i brązowym medalistą w sztafecie.
Po raz drugi wystartował na igrzyskach olimpijskich podczas IX Letnich Igrzyskach Olimpijskich w Amsterdamie w 1928 roku. Był tam jednym z kandydatów do złota na dystansie 100 metrów stylem dowolnym. Podczas wyścigu finałowego prowadził przez większość dystansu, lecz ostatecznie został wicemistrzem olimpijskim przegrywając z obrońcą tytułu Amerykaninem Johnny Weissmullerem. Płynął także na ostatniej, czwartej zmianie męskiej sztafety 4 × 200 m stylem dowolnym. Węgierska drużyna zajęła czwarte miejsce.
III Mistrzostwa Europy w Paryżu w 1931 roku były prawdziwym tryumfem Bárányego. Został on trzykrotnym mistrzem kontynentu, na 100 i 400 metrów stylem dowolnym oraz w sztafecie 4 × 200 stylem dowolnym. Ustanowił na każdym z tych dystansów rekordy mistrzostw.
Ostatni raz na igrzyskach wystartował w Los Angeles w 1932 roku. Zdobył tam brązowy medal w sztafecie 4 × 200 m stylem dowolnym. W swojej koronnej konkurencji, 100 metrów stylem dowolnym Węgier dotarł jedynie do fazy półfinałowej. Do awansu do finału zabrakło mu 0,1 sekundy.
Bárány reprezentował barwy klubu Magyar Véderő Egylet Egri Sportegyesület.
W 1978 roku został wpisany na International Swimming Hall of Fame.